# I soliti ignoti
I soliti ignoti (en España, Rufufú; en América, Los desconocidos de siempre) es una película cómica italiana de 1958 dirigida por Mario Monicelli. Está basada en un cuento de Italo Calvino: Robo en una pastelería.
Las carreras de los actores Gassman y Mastroianni se vieron afectadas positivamente por la popularidad de este filme.
Se haría dos secuelas, Rufufú da el golpe (Audace colpo dei soliti ignoti, 1959) y Rufufú... 20 años después (I soliti ignoti vent'anni dopo, 1985).

## Sinopsis
Unos ladrones intentan robar una tienda de empeños. Antes del intento del robo y durante él se llevarán más de un dolor de cabeza. 

## Reparto
- Vittorio Gassman - Peppe Valentini llamado "la Pantera"
- Memmo Carotenuto (1908 - 1980) - Cosimo Proietti, llamado el Largo (Cosimo)

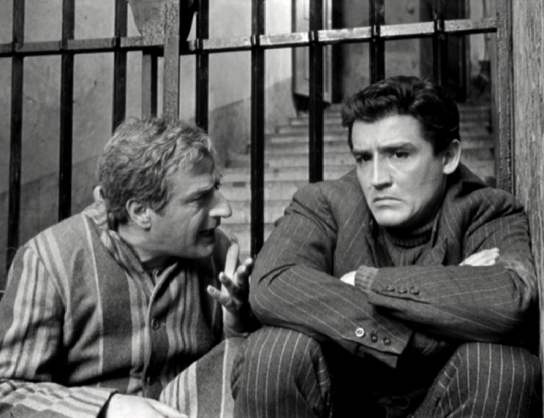
Memmo Carotenuto y Vittorio Gassman.

- Renato Salvatori (1933 - 1988) - Mario Angeletti
- Claudia Cardinale - Carmelina

- Rossana Rory (n. 1927) - Norma
- Carla Gravina - Nicoletta

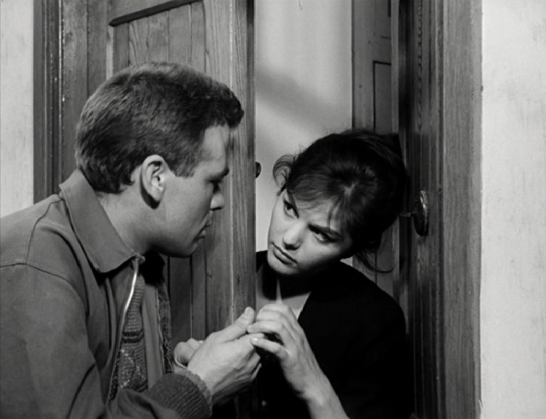
Renato Salvatori y Claudia Cardinale.

- Carlo Pisacane (1889 - 1974) - Cesare Bellucci llamado Saratoga (en italiano Capannelle)
- Tiberio Murgia (1929 - 2010) -  Michele Caruso llamado el Siciliano (en italiano Michele Ferribotte)
- Gina Rovere (n. 1935) - Teresa, esposa de Tiberio
- Gina Amendola (n. 1917) - Nerina, madre de Mario
- Elvira Tonelli - Assunta
- Elena Fabrizi (1915 - 1993) - Señora Ada
- Pasquale Misiano (1928 - 1993) - Massimo
- Renato Terra (1922 - 2010) - Eladio
- Aldo Trifiletti - Fernando
- Nino Marchetti (1909 - 1983) - Luigi
- Marcello Mastroianni - Tiberio Rossi
- Totò - Dante Cruciani llamado el profesor

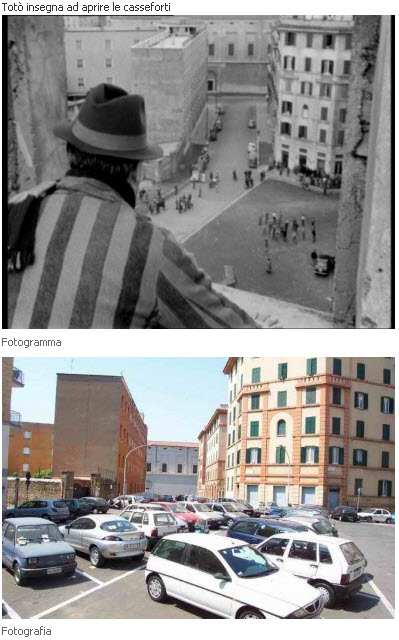
Arriba: Totò en la secuencia en la que su personaje enseña a forzar cajas fuertes. Abajo: el mismo lugar de la calle en el 2009.

## Actores de doblaje españoles

### Doblaje histórico 1958[2]
- Félix Acaso - Peppe Valentini llamado el pantera
- Eduardo Calvo - Cosimo Proietti, llamado el Largo (Cosimo)
- Rafael De Panagos  - Mario Angeletti
- Ana María Saizar - Carmelina
- Mercedes Mireya - Norma
- Carmen Morando - Nicoletta
- Julio Alymán - Cesare Bellucci llamado Saratoga (Capannelle)
- José María Prada -  Michele Caruso llamado el Siciliano
- Matilde Conesa - Teresa, esposa de Tiberio
- Pilar Calvo - Nerina, madre de Mario
- Pilar Gentil - Assunta
- Paz Robles - Señora Ada y Vendedor de delantales
- Renato Terra - Eladio
- Julio Goróstegui - Fernando, portero
- Víctor Orallo - Luigi y trabajador
- Ángel María Baltanás - Tiberio Rossi
- Juan León Córdoba - Dante Cruciani llamado el profesor
- Francisco Sánchez - Juez
- José María Cordero - Preso
- Víctor Ramírez - Abogado
- Fernando Nogueras - Vendedor de paraguas
- Rafael Arcos  - Desiderio
- Manuel Gómez - Vendedor de cámaras y gerente bar

### Doblaje 1989[3]
- Antonio Lara - Peppe Valentini llamado el pantera
- Luis Posada  - Mario Angeletti
- Joaquín Díaz - Cosimo Proietti, llamado el Largo (Cosimo)
- Juan Antonio Bernal - Tiberio Rossi
- Azucena Díaz - Carmelina
- Francisco Garriga - Dante Cruciani llamado el profesor
- Santiago Cortés - Cesare Bellucci llamado Saratoga (Capannelle)
- Luis Marco -  Michele Caruso llamado el Siciliano
- Mercedes Montalá - Norma
- Pilar Calvo - Nerina, madre de Mario
- María Del Mar Tamarit - Nicoletta
- Jordi Ribes  - Desiderio y Preso
- Enriqueta Linares  - Ama de Nicoletta

## Premios
- Premio Concha de Plata 1958: Mario Monicelli
- Premio Nastro d'argento 1959: al mejor actor (Vittorio Gassman)
- Premio Nastro d’argento 1959: al mejor guion